# Giro dell'Emilia 1995
Il Giro dell'Emilia 1995, settantottesima edizione della corsa, si svolse il 23 settembre 1995 su un percorso di 205 km. La vittoria fu appannaggio dell'italiano Davide Cassani, che completò il percorso in 5h16'21" precedendo i connazionali Massimo Donati e Alessio Di Basco.

## Ordine d'arrivo (Top 10)
| Pos. | Corridore          | Squadra               | Tempo    |
| ---- | ------------------ | --------------------- | -------- |
| 1    | Davide Cassani     | MG Boys Maglificio    | 5h16'21" |
| 2    | Massimo Donati     | Mercatone Uno-Saeco   | a 2"     |
| 3    | Alessio Di Basco   | Amore & Vita-Galatron | a 1'14"  |
| 4    | Gabriele Missaglia | Brescialat-Fago       | s.t.     |
| 5    | Rolf Sørensen      | MG Boys Maglificio    | s.t.     |
| 6    | Felice Puttini     | Refin-Mobilvetta      | s.t.     |
| 7    | Roberto Caruso     | Roslotto-ZG Mobili    | s.t.     |
| 8    | Wladimir Belli     | Lampre-Panaria        | s.t.     |
| 9    | Andrea Tafi        | Mapei-GB              | a 3'06"  |
| 10   | Scott Sunderland   | Lotto-Isoglass        | s.t.     |